# Lijst van voetbalinterlands Haïti - Suriname
Deze lijst van voetbalinterlands is een overzicht van alle officiële voetbalwedstrijden tussen de nationale teams van Haïti en Suriname. De landen speelden tot op heden elf keer tegen elkaar. De eerste ontmoeting, een vriendschappelijk wedstrijd, werd gespeeld in Port-au-Prince op 13 juni 1966. Het laatste duel, een groepswedstrijd tijdens de CONCACAF Nations League 2023/24, vond plaats op 12 oktober 2023 in Paramaribo.

## Wedstrijden
| №  | Plaats         | Datum            | Competitie                          | Wedstrijd        | Uitslag |
| -- | -------------- | ---------------- | ----------------------------------- | ---------------- | ------- |
| 1  | Port-au-Prince | 13 juni 1966     | Vriendschappelijk                   | Haïti – Suriname | 1 – 4   |
| 2  | Mexico-Stad    | 23 oktober 1977  | WK 1978 kwalificatie                | Haïti – Suriname | 1 – 0   |
| 3  | Port of Spain  | 22 oktober 1978  | CFU-kampioenschap 1978              | Suriname – Haïti | 3 – 0   |
| 4  | Paramaribo     | 18 november 1979 | CFU-kampioenschap 1979              | Haïti – Suriname | 1 – 0   |
| 5  | San Fernando   | 11 april 1994    | Caribbean Cup 1994                  | Suriname – Haïti | 1 – 1   |
| 6  | Tunapuna       | 18 mei 2001      | Caribbean Cup 2001                  | Suriname − Haïti | 1 – 1   |
| 7  | Fort-de-France | 12 november 2006 | Caribbean Cup 2007 kwalificatie     | Haïti – Suriname | 1 – 1   |
| 8  | Port-au-Prince | 20 augustus 2008 | WK 2010 kwalificatie                | Haïti – Suriname | 2 – 2   |
| 9  | Paramaribo     | 19 november 2008 | WK 2010 kwalificatie                | Suriname – Haïti | 1 – 1   |
| 10 | Couva          | 6 januari 2017   | CONCACAF Gold Cup 2017 kwalificatie | Suriname – Haïti | 2 – 4   |
| 11 | Paramaribo     | 12 oktober 2023  | CONCACAF Nations League 2023/24     | Suriname − Haïti | 1 − 1   |

## Samenvatting
| Competitie                     | Totaal gespeeld | Winst Haïti | Gelijk | Winst Suriname | Doelsaldo Haïti – Suriname |
| ------------------------------ | --------------- | ----------- | ------ | -------------- | -------------------------- |
| WK-kwalificatie                | 3               | 1           | 2      | 0              | 4 − 3                      |
| CONCACAF Gold Cup-kwalificatie | 1               | 0           | 0      | 1              | 2 − 4                      |
| CONCACAF Nations League        | 1               | 0           | 1      | 0              | 1 − 1                      |
| Caribbean Cup                  | 2               | 0           | 2      | 0              | 2 − 2                      |
| Caribbean Cup-kwalificatie     | 1               | 0           | 1      | 0              | 1 − 1                      |
| CFU-kampioenschap              | 2               | 1           | 0      | 1              | 1 − 3                      |
| Vriendschappelijk              | 1               | 0           | 0      | 1              | 1 − 4                      |
| Totaal                         | 11              | 2           | 6      | 3              | 12 − 18                    |

FHF · A-internationals · Selecties · Bondscoaches · Haïtiaans vrouwenelftal ·  Haïti U21 · Haïti U20 · Haïti U19 · Haïti U18 · Haïti U17
1925 ·
1926 ·
1927–1931 · 
1932 ·
1933 · 
1934 ·
1935–1937 · 
1938 ·
1939 ·
1940–1943 · 
1944 ·
1945–1947 · 
1948 ·
1949 ·
1950 ·
1951 ·
1952 ·
1953 ·
1954 ·
1955 · 
1956 ·
1957 ·
1958 ·
1959 ·
1960 · 
1961 ·
1962 ·
1963 ·
1964 ·
1965 ·
1966 ·
1967 ·
1968 ·
1969 ·
1970 · 
1971 ·
1972 ·
1973 ·
1974 ·
1975 ·
1976 ·
1977 ·
1978 ·
1979 ·
1980 ·
1981 ·
1982 · 
1983 ·
1984 ·
1985 ·
1986–1988 · 
1989 ·
1990 · 
1991 ·
1992 ·
1993 · 
1994 ·
1995 · 
1996 ·
1997 ·
1998 ·
1999 ·
2000 ·
2001 ·
2002 ·
2003 ·
2004 ·
2005 ·
2006 ·
2007 ·
2008 ·
2009 ·
2010 ·
2011 ·
2012 ·
2013 ·
2014 ·
2015 ·
2016 ·
2017 ·
2018 ·
2019 ·
2020 ·
2021 ·
2022 ·
2023 ·
2024
Amerikaanse Maagdeneilanden ·
Antigua en Barbuda ·
Argentinië ·
Aruba ·
Bahama's ·
Bahrein ·
Barbados ·
Belize ·
Bermuda ·
Bolivia ·
Brazilië ·
Britse Maagdeneilanden ·
Canada ·
Chili ·
China ·
Colombia ·
Costa Rica ·
Cuba ·
Curaçao ·
Dominica ·
Dominicaanse Republiek ·
Ecuador ·
El Salvador ·
Grenada ·
Guatemala ·
Guyana ·
Honduras ·
Italië ·
Jamaica ·
Japan ·
Jordanië ·
Kaaimaneilanden ·
Kosovo ·
Mexico ·
Montserrat ·
Nederlandse Antillen ·
Nicaragua ·
Oman ·
Panama ·
Peru ·
Polen ·
Puerto Rico ·
Qatar ·
Saint Kitts en Nevis ·
Saint Lucia ·
Saint Vincent en de Grenadines ·
Spanje ·
Suriname ·
Syrië ·
Trinidad en Tobago ·
Turks- en Caicoseilanden ·
Uruguay ·
Venezuela ·
Verenigde Arabische Emiraten ·
Verenigde Staten ·
Zuid-Korea
SVB · 
Surinaams vrouwenelftal · 
Olympisch elftal
1934 – 1939 ·
1940 – 1949 ·
1950 – 1959 ·
1960 – 1969 ·
1970 – 1979 ·
1980 – 1989 ·
1990 – 1999 ·
2000 – 2009 ·
2010 – 2019 ·
2020 – 2029
Anguilla ·
Antigua en Barbuda ·
Aruba ·
Barbados ·
Bermuda ·
Britse Maagdeneilanden ·
Canada ·
Costa Rica ·
Cuba ·
Curaçao ·
Denemarken ·
Dominica ·
Dominicaanse Republiek ·
El Salvador ·
Grenada ·
Guatemala ·
Guyana ·
Haïti ·
Honduras ·
India ·
Jamaica ·
Kaaimaneilanden ·
Mexico ·
Montserrat ·
Nederland ·
Nederlandse Antillen ·
Nicaragua ·
Puerto Rico ·
Saint Kitts en Nevis ·
Saint Lucia ·
Saint Vincent en de Grenadines ·
Thailand ·
Trinidad en Tobago